# Boîte à onglets
Une boîte à onglets est un gabarit de coupe utilisé en menuiserie. 
La boîte à onglets se présente sous la forme d'un profilé en U, en bois, métal ou plastique, dans lequel des passages de scie à onglets ont été réalisés avec divers angles : généralement 90° et 45°. En glissant la scie dans l'une des encoches, on peut scier précisément une baguette, un tasseau ou un tube placé dans le profilé.
Son usage nécessite l'utilisation d'une scie à dos manuelle.